# 學燈
《學燈》是上海時事新報出版的綜合性學術副刊，是五四新文化運動的四大著名副刊之一。《學燈》於1918年3月4日創刊，至1947年2月24日終刊，歷經29年，間中曾有數次停刊併復刊。
《學燈》於1918年創刊之初為週刊，每週出版一期，同年5月起改為每週兩期、12月起改為每週三期。1919年1月起改為日刊，每逢星期日休刊，同年12月起改為每日發行，直至1929年5月16日為止。

## 歷史
《學燈》創刊時之初的宗旨是「促進教育，灌輸文化」、「屏門戶之見」、「為社會學子立說」，內容以評論學校教育和灌輸青年修養為主。1919年起設有「社會問題」、「婦女問題」、「勞動問題」等專欄，並開始刊載文學作品，成為青年投稿新文學創作的主要刊物，魯迅、郭沫若、茅盾、葉聖陶、陳望道、惲代英、田漢、成仿吾等人都曾在《學燈》發表過作品。
1925年11月，原載於《時事新報》的〈教育專欄〉併入本刊，恢復以教育和新聞內容為主，其後並於1928年4月4日更名為《學燈教育界消息》。1929年5月16日改刊為《教育界》，因此首度停刊。
1932年10月23日復刊，更名為《星期學燈》，主要刊登內容是書報評介、世界文藝思潮介紹、讀書隨筆、國內文化消息等文章。1934年6月3日，更名《時事新報學燈》；1935年9月22日，再度停刊。
1937年2月14日，《星期學燈》再次復刊，開始刊載有關政治、歷史、哲學的論述；同年8月8日，第三度停刊。1938年6月5日，《星期學燈》在重慶復刊。1946年4月12日，《時事新報》在上海恢復出版《學燈》，以介紹西方學術文化為主。1947年2月24日，正式終結停刊。

## 理念
《學燈》最初原有張東蓀、匡僧、俞頌華、郭虞裳、宗白華、李石岑、鄭振鐸、柯一岑、朱隱青、潘光旦、錢滄碩等人擔任過編輯，在五四運動時期秉持尊重科學的態度，重視輸入西方新思想，同時主張尊重中國傳統文化，並不認同偏激破壞和挑戰舊思想道德的作風，認為它們將會隨著時代自然而然地消滅。
1932年易名為《星期學燈》後有傅雷、曹聚仁、張資平、胡懷琛、趙景深、劉大傑等人撰稿；1937年《星期學燈》復刊由薛農山主編，葉青、李季、鄭學稼等人撰稿，大量介紹關於無政府主義、實驗主義、新村主義、工團主義、基爾特社會主義、唯心主義等的西方學術譯著，刊載過杜威、杜里舒、羅素、柏格森、巴金等人的論文。

## 註解
1. ↑  中國五四運動時期，報業副刊在《新青年》的影響下開始變革，出現著名的四大副刊——晨報出版的《晨報副刊》、時事新報出版的《學燈副刊》、上海民國日報出版的《覺悟副刊》、京報出版的《京報副刊》。[1][2]

## 延伸閱讀
- 張黎敏. . 北京: 中國財政經濟出版社. 2014年. ISBN 9787509552735.
- 吳靜. . 北京: 中國書籍出版社. 2013年. ISBN 9787506833783.
- . 時事新報 (全國圖書館文獻縮微複製中心). 1996年. OCLC 5610698968